# 複体

複体の例

単体複体（たんたいふくたい、英: simplicial complex）（略して複体（ふくたい、英: complex）ということもある）とは、複数の単体を、同じ次元の面（部分単体）同士で貼り合わせてできる図形である。代数的位相幾何学における単体集合は単体複体と混同されやすいが、単体集合は単体複体の圏論的な抽象化であり、単体圏からの関手として定義される概念として区別されるべきである。むしろ単体複体の性質から、各々の単体はその頂点の集合で完全に決定され、複体を頂点全体の集合とその部分集合の族の組として組合せ論的に表示することができる。この様に組合せ論的に表示された複体を抽象単体複体と呼ぶ。

## 定義
有限個の単体の集合 K が、以下の条件を満たす時、K を単体複体であると言う。
1. a ∈ K かつ c が a の面ならば c ∈ K である。
2. a, b ∈ K ならば、a ∩ b は空集合でない限り a の面かつ b の面である。

### 順序集合としての定義
単体複体は順序集合としても定義され、それは組合せ論的に与えられる抽象単体複体と等価である。順序集合 (X, ≤) が単体的 (simplex-like) であるとは、a ∈ X ならばある有限集合 Va が存在して
{\displaystyle X_{\leq a}=\{f\in X\mid f\leq a\}\simeq {\mathfrak {P}}(V_{a})}
なる順序同型が成立することとする（右辺は Va のべき集合。また、空集合に合致する部分を除く場合もある）。このとき、順序集合 (Δ, ⊂) が
1. X ∈ Δ ならば X は単体的、
2. X, Y ∈ Δ ならば、順序 ⊂ に関する下限 X ∧ Y が存在する

という条件を満たすとき、Δ は単体複体であるという。

## 例
たとえば、二次元の世界で、正方形に対角線を一本入れた図形は、複体である。なぜなら、この図形は三角形二つからなっているが、その二つの三角形の共通部分は、対角線であり、両方の三角形の面（この場合は線分）になっているからである。

## 諸概念

### 頂点・面
二つの単体 a, b に対し、a ⊂ b が成り立つことを、a は b の面 (face) であるという（普通は面といえば二次元の幾何学的対象であるが、今の場合は各単体の次元は問わない）。また ⊂ の定める順序を面関係 (face relation) ということがある。頂点は面関係に関して（空集合を除いて）極小な単体として特徴付けられる。

### 単体写像
単体複体の間の、単体の構造を保つ写像を単体写像という。具体的には 2 つの複体 K, L があるとき、K の頂点集合 VK から L の頂点集合 VL への写像 f が引き起こす K に属する単体全体のなす集合から L に属する単体全体の成す集合への写像 f* が包含関係による順序を保つとき、f は複体の間の写像であるという。f および f* がともに全単射であれば、2 つの複体は単体同型という。
単体複体 Kの単体の構造を忘れてユークリッド空間内の図形と考えたものを |K| で表し、多面体（ためんたい、polyhedron）と呼ぶ。
二つの複体 K, L が単体同型ならば、二つの多面体 |K|, |L| は位相同型であるという定理があり、この定理を用いると、曲線を用いない図形について、位相同型か否かを組合せ論的に示すことができる。